# 熱い激突
『 熱い激突 (原題: Good Singin', Good Playin') 』は、 グランド・ファンクの通算11作目アルバム。1976年8月9日にMCA レコードから発表され、第1期最後のアルバムである。

## 概要
プロデュースはフランク・ザッパが担当。バンドがほぼ解散状態にある中で、共同作業を打診されたザッパが興味を示したので制作された。ポップ・ミュージックとしてチャートにくい込む事を意図したアルバムで、ザッパはギターやコーラスにも関わっている。
商業的には成功せず、Billboard 200で最高位52位を記録するに留まった。彼等はアルバム発表後に解散した。

## 収録曲
| #   | タイトル                        | 作詞・作曲               | 時間 |
| --- | ------------------------------- | ------------------------ | ---- |
| 1.  | 「Just Couldn't Wait」          | Mark Farner              | 3:28 |
| 2.  | 「Can You Do It」               | Richard Street, T. Gordy | 3:17 |
| 3.  | 「Pass It Around」              | Mark Farner, Don Brewer  | 4:59 |
| 4.  | 「Don't Let 'Em Take Your Gun」 | Mark Farner              | 3:40 |
| 5.  | 「Miss My Baby」                | Mark Farner              | 7:20 |
| 6.  | 「Big Buns」                    | Mark Farner              | 0:30 |
| 7.  | 「Out To Get You」              | Don Brewer, Craig Frost  | 4:44 |
| 8.  | 「Crossfire」                   | Mark Farner              | 4:19 |
| 9.  | 「1976」                        | Mark Farner              | 4:20 |
| 10. | 「Release Your Love」           | Mark Farner              | 3:52 |
| 11. | 「Goin' For The Pastor」        | Mark Farner              | 5:24 |

| #   | タイトル       | 作詞・作曲 | 時間 |
| --- | -------------- | ---------- | ---- |
| 12. | 「Rubberneck」 | Don Brewer | 5:15 |

## 制作

### レコーディング・メンバー
- ドン・ブリューワー / Don Brewer (Drums, Percussion, Vocals)
- マーク・ファーナー / Mark Farner (Guitars, Piano, Vocals)
- メル・サッチャー / Mel Schacher (Bass Guitar, Backing Vocals)
- クレイグ・フロスト / Craig Frost (Keyboards, Percussion, Backing Vocals)
- フランク・ザッパ / Frank Zappa (Guitar on "Out To Get You", Backing Vocals on "Rubberneck")

### スタッフ
- フランク・ザッパ / Frank Zappa（プロデュ―サー）